# Judith (bande dessinée)
Judith est une série de bande dessinée écrite par Paul Oliveira et dessinée par Éric Godeau.

## Synopsis

### Premier cycle
Trois hommes qui n'ont pas grand-chose en commun sont recrutés dans des conditions plus qu'étranges pour une mission trop bien payée au vu de sa simplicité apparente. Ils se voient proposer, contre une somme d'argent très importante et alors qu'ils ne sont pas des spécialistes de ce genre de mission, de surveiller 24h sur 24 et ce pendant trois mois, la fille d'Alain Lemasson, un très riche industriel qui a plus ou moins assigné sa fille à résidence.
Ce contrat comporte en outre des clauses assez atypiques : d'une part les trois hommes n'ont pas le droit d'entrer en contact avec l'extérieur pendant les trois mois que dureront leur mission, d'autre part, ils ne pourront toucher leur salaire que s'ils finissent tous la mission. Si l'un d'eux venait à partir avant la fin, aucun des trois ne toucherait un seul centime.
Les deux premiers, un boxeur et un ancien flic, n'ont pas grand-chose à perdre et acceptent rapidement, mais le troisième, informaticien qui occupe un poste dans l'entreprise de Lemasson, Pharmacom, se fait forcer la main : s'il n'accepte pas la mission, il prend la porte, alors que son mariage est prévu pour les jours à venir.
Une fois arrivé dans la demeure, ils commencent à gamberger et à s'interroger à la fois sur l'intérêt de leur mission, mais aussi sur l'étrange maison dans laquelle ils doivent vivre car ils commencent à ressentir des changements dans leur personnalité qui rendent leurs rapports de plus en plus tendus. La fille de Lemasson, Judith, semble souffrir d'un mal étrange et sa demoiselle de compagnie, Julia, se révèle être une personne plus que troublante. Des portes-flingues présents en grand nombre pour protéger la demeure rendent encore plus incongrue la présence de ces trois pieds nickelés, conscients qu'ils sont embarqués dans une histoire qui les dépasse. La situation ne va pas tarder à dégénérer...

### Second cycle
Quatre ans après les événements du premier cycle, tous les personnages de celui-ci sauf Judith Lemasson et Marc Deverre sont morts. Celle-ci excite bien des convoitises et une chasse à la femme commence...

## Personnages du premier cycle
- Marc Deverre, ancien policier, il a été contraint de quitter la police à la suite d'accusations de corruptions. Il gagne sa  vie en travaillant comme agent de sécurité
- Mehdi Adhaoui , boxeur un peu loser mais attachant
- Cyprien Millaud, informaticien sans grand charisme sur le point de se marier
- Franck Tourvaine, chef de la sécurité d'un énorme groupe pharmaceutique, Pharmacom
- Alain Lemasson, capitaine d'industrie, il dirige Pharmacom
- Judith, fille d'Alain Lemasson, elle est cloîtrée par son père dans une résidence ultra-sécurisée
- Julia, demoiselle de compagnie de Judith

## Albums
Judith est composée de deux cycles comptant chacun deux albums.
1. Volume 1 : Cycle I (1/2), Charnay-les-Mâcon, Bamboo éd., juin 2004, 46 p. (ISBN 2-915309-11-6)
2. Volume 2 : Cycle I (2/2), Charnay-les-Mâcon, Bamboo éd., mars 2005, 48 p. (ISBN 2-915309-81-7, BNF 39945855)
3. Volume 3 : Cycle II (1/2), Charnay-lès-Mâcon, Bamboo éd., février 2007, 48 p. (ISBN 978-2-35078-096-2)
4. Volume 4 : Cycle II (2/2), Charnay-les-Mâcon, Bamboo éd., avril 2007, 48 p. (ISBN 978-2-35078-385-7)